# Contea di Xingguo
La contea di Xingguo (兴国县S, Xīngguó XiànP) è una contea della Cina, situata nella provincia di Jiangxi e amministrata dalla prefettura di Ganzhou.